# 611064 Jeroenstil
611064 Jeroenstil è un asteroide della fascia principale. Scoperto nel 2006, presenta un'orbita caratterizzata da un semiasse maggiore pari a 2,742318 UA e da un'eccentricità di 0,154465, inclinata di 13,528746° rispetto all'eclittica.
Jeroen Stil è professore associato canadese di fisica e astronomia presso l'Università di Calgary. Le sue aree di competenza includono la radioastronomia, il magnetismo cosmico e l'evoluzione delle galassie.